# Spilinga
Spilinga là một đô thị ở tỉnh Vibo Valentia trong vùng Calabria, có cự ly khoảng 70 km về phía tây namcủa Catanzaro và khoảng 15 km về phía tây của Vibo Valentia. Tại thời điểm ngày 31 tháng 12 năm 2004, đô thị này có dân số 1.665 người và diện tích là 18,7 km².
Đô thị Spilinga có các frazioni (đơn vị trực thuộc, chủ yếu là các làng) Panaìa and Monte Poro.
Spilinga giáp các đô thị: Drapia, Joppolo, Limbadi, Nicotera, Ricadi, Rombiolo, Zungri.